# Peynirkuyu, Manyas
Peynirkuyu là một xã thuộc huyện Manyas, tỉnh Balıkesir, Thổ Nhĩ Kỳ. Dân số thời điểm năm 2010 là 368 người.